# 弯刀凤凰螺
弯刀凤凰螺（学名：Strombus plicatus pulchellus），是中腹足目凤凰螺科凤凰螺属的一种。主要分布于中国大陆、台湾，常栖息在砂地、潮下带。